# Нисимковичский сельсовет
Нисимковичский сельсовет (бел. Нісімкавіцкі сельсавет) — административная единица на территории Чечерского района Гомельской области Белоруссии. Административный центр — агрогородок Нисимковичи.

## География

### Водная система
Протекают реки: Покоть.

## История
На территории сельсовета упразднены посёлки Маковье, Сычёвка Нисимковичская, Сычёвка Рудницкая.

## Состав
Нисимковичский сельсовет включает 15 населённых пунктов:
- Бабичи — деревня
- Волосовичи — деревня
- Гаёк — посёлок
- Гацкое — посёлок
- Дзержинский — посёлок
- Ивановка — посёлок
- Ключевой — посёлок
- Нисимковичи — агрогородок
- Новозалесье — посёлок
- Передовик — посёлок
- Рудня-Бартоломеевская — деревня
- Рудня Нисимковичская — деревня
- Сидоровичи — деревня
- Усошное — посёлок
- Ямицкий — посёлок